# 南大阪看護専門学校
南大阪看護専門学校（みなみおおさかかんごせんもんがっこう）とは、大阪府大阪市西成区にある私立専修学校。

## 沿革
- 1970年 - 南大阪病院附属准看護学院として開校
- 1973年 - 3年課程の南大阪高等看護学院となる
- 1976年 - 2年課程を開設し現校名となる
- 1984年 - 2年課程を廃止。准看護学科を開設
- 2007年 - 准看護学科を廃止

## 学科
- 看護学科

## 所在地
- 〒557-0063 大阪市西成区南津守7-14-31